# Kunsthal KAdE
Kunsthal KAdE is een expositieruimte in de Utrechtse stad Amersfoort. KAdE maakt met Museum Flehite, het Mondriaanhuis en Architectuurcentrum FASadE deel uit van de Stichting Amersfoort in C.
KAdE (Kunst aan de Eem) organiseert tentoonstellingen op het gebied van (moderne) kunst, architectuur, vormgeving & design en eigentijdse cultuur. De kunsthal, die op 1 mei 2009 werd geopend, heeft geen eigen collectie. De tentoonstellingsruimte van KAdE bevond zich aanvankelijk, van 2009 tot 2014, in het pand van de Rijksdienst voor het Cultureel Erfgoed aan het Smallepad in Amersfoort. In mei 2014 verhuisde KAdE naar het Eemhuis.
Naast tentoonstellingen organiseert KAdE rondleidingen, lezingen en debatavonden.